# Brandland
Ein Brandland ist eine rund um eine Marke und deren Produkte geschaffene Erlebniswelt in Form eines örtlich gebundenen Zentrums, als Ausstellung, Museum, Freizeit- oder Themenpark. Ein Brandland wird allgemein als Freizeitangebot wahrgenommen, gehört aber zur Markenkommunikation eines Unternehmens. Zweck ist es eine Markenwelt interaktiv erlebbar zu machen und in Bezug zu positiven Erlebnissen zu setzen, um den Markenwert zu erhöhen.

## Definition
Der Begriff Brandland ist aus dem englischen und bedeutet frei übersetzt Markenwelt wobei im deutschen der Begriff Markenwelt aber eine andere Bedeutung hat. Brand steht ursprünglich für identifying mark made by a hot iron. In der Literatur besteht keine allgemein einheitliche Definition oder genaue Abgrenzung des Begriffs, sondern nur Einigkeit bezüglich folgender konstitutiver Merkmale eines Brandlands:
- Dauerhaftigkeit
- Ortsgebundenheit
- Erfahrbarkeit
- Emotionale Inszenierung

## Funktion
Brandlands werden als Marketinginstrument von Unternehmen eingerichtet und betrieben. Sie gehören in den Bereich der Unternehmenskommunikation und übernehmen dabei eine Reihe von Aufgaben zur Stärkung der Markenbindung, die im Idealfall das Marketingbudget nicht belasten. In einem Brandland werden Marken und Produkte eines Unternehmens in einer positiven Erlebniswelt präsentiert und meist auch interaktiv erlebbar gemacht. Ziel ist es dabei, eine Marke kognitiv an positive Emotionen zu binden. Zusätzlich generiert ein Brandland regelmäßig mediale Aufmerksamkeit in erweiterten Themenfeld wie Lifestyle oder Tourismus und kann neben Printmedien auch TV-Berichterstattung erschließen. Die meisten größeren Unternehmen nutzen heute Brandlands um Neukunden zu gewinnen, Bestandskunden zu binden und insgesamt das Image zu verbessern um so den Markenwert zu erhöhen.

## Geschichte
Die Vorläufer der Brandlands sind die Showrooms, die seit Mitte des 19. Jahrhunderts bekannt sind. So hatte bereits 1860 der Nähmaschinenfabrikant Singer seine Produkte in Demonstrationsräumen in verschiedenen amerikanischen Großstädten bekannt gemacht und der Schokoladenhersteller Hershey 1906 den ersten Themenpark eröffnet. Größere Brandlands entstanden aber erst einige Jahrzehnte später wie beispielsweise der ab 1954 im kalifornischen Anaheim erbaute Disney-Park. Der mehrstöckige Showroom des 1966 in Tokio errichteten Sony Buildings gilt als eines der ältesten Brandlands der Welt. Hier wurden erstmals Produkte in Plexiglas von innen erlebbar ausgestellt. Es folgten das 1968 im dänischen Billund eröffnete Legoland, in welchem man die Möglichkeiten von Legosteinen im Rahmen eines Freizeitparks erleben konnte. Die am 31. Mai 2000 in Wolfsburg eröffnete Autostadt ist derzeit das größte Brandland in Deutschland.

## Die bekanntesten Brandlands

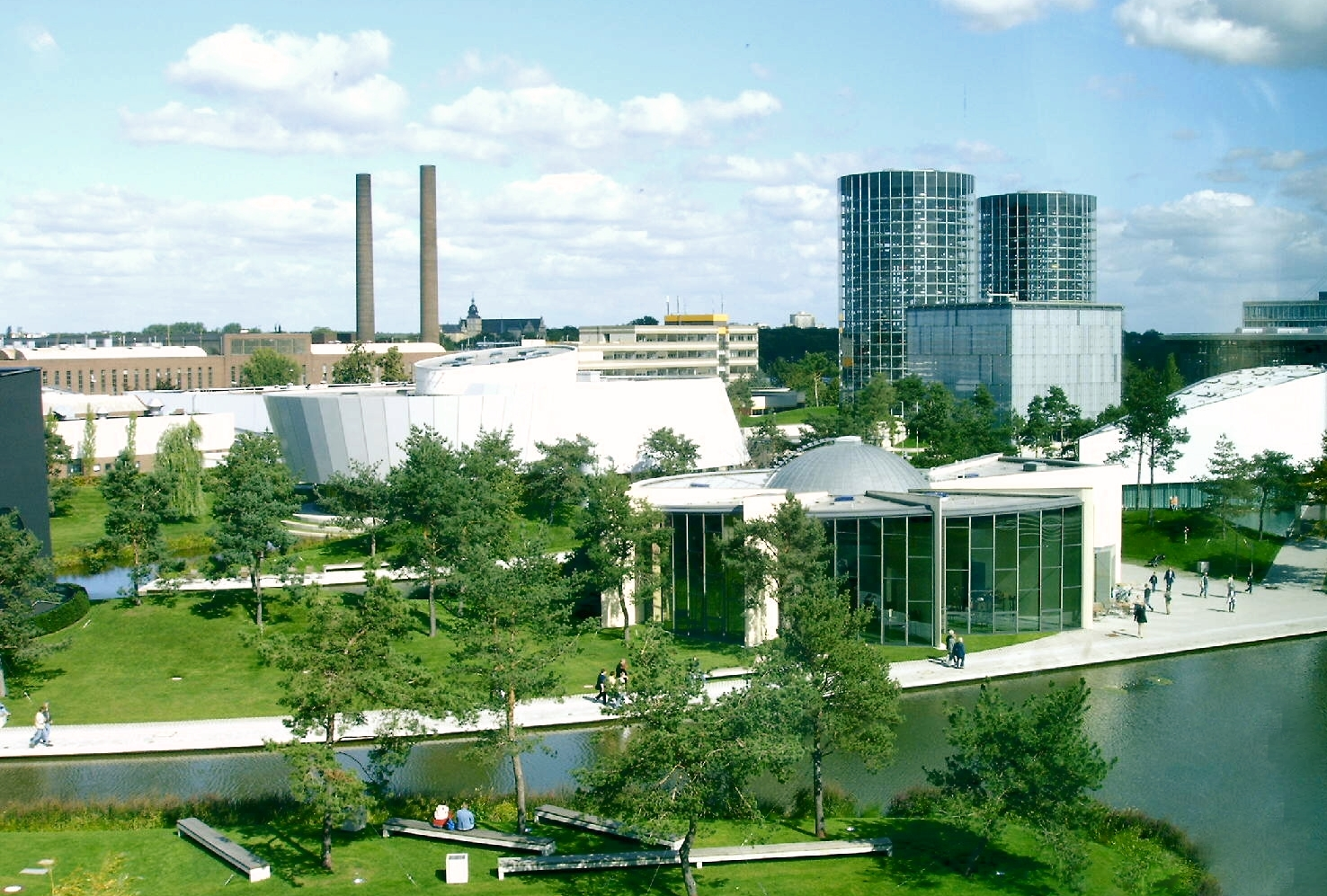
Gelände der Autostadt

- Disneyworld der Walt Disney Company an 6 Standorten weltweit
- Universal Studios Hollywood der Universal Studios in Universal City (Kalifornien)
- Autostadt der Volkswagen AG in Wolfsburg
- BMW Museum der BMW AG in München
- Playmobil FunPark der Brandstätter-Gruppe an 4 Standorten weltweit
- Deutsches Fußballmuseum des Deutschen Fußball-Bundes (DFB) in Dortmund
- Ferrari World der Ferrari N.V. an zwei Standorten weltweit
- Porsche-Museum der Porsche AG in Stuttgart
- Museum nest von Nestle in Vevey
- RWE-Erlebnispark Meteorit der RWE AG in Essen
- Swarovski Kristallwelten der D. Swarovski AG in Wattens
- Mercedes-Benz Museum der Daimler AG in Stuttgart
- Ravensburger Spieleland der Ravensburger AG in Ravensburg
- Bunte SchokoWelt der Alfred Ritter GmbH & Co. KG in Berlin
- Krombacher Erlebniswelt der Krombacher Brauerei Bernhard Schadeberg GmbH & Co. KG in Kreuztal
- Miele-Museum der Miele & Cie. KG in Gütersloh
- Braunsammlung der Braun GmbH in Kronberg im Taunus
- Faberschloss der Faber-Castell AG in Stein bei Nürnberg
- Warner Bros. Movie World der WarnerMedia, LLC in Oxenford (Queensland)